# Carl F. Bucherer
Carl F. Bucherer è un'azienda di orologeria svizzera con sede a Lucerna, Svizzera, che produce orologi meccanici di lusso da uomo e da donna. Dalla sua fondazione nel 1888 fino alla sua vendita nel 2023, l'azienda è stata interamente di proprietà della famiglia Bucherer, rendendola una delle più antiche aziende orologiere svizzere di lusso continuamente detenute dalla famiglia fondatrice. L'azienda era gestita dalla terza generazione della famiglia originaria, con Jörg G. Bucherer in qualità di presidente del consiglio di amministrazione.
Nell'agosto 2023 Bucherer AG è stata acquistata da Rolex. Continuerà a commerciare sotto il proprio nome e ad operare in modo indipendente, e la gestione rimarrà invariata.
I modelli di orologi di Carl F. Bucherer si distinguono per alcune funzioni tra cui cronografo, flyback, tachimetro, tourbillon, nonché indicatori e display come grande data e giorno, riserva di carica, 24 ore, fasi lunari, tre fusi orari, calendario e calendario perpetuo.

## Storia

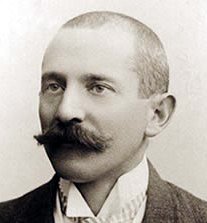
Carl Friedrich Bucherer, il fondatore dell'azienda svizzera di orologi

Nel 1888, Carl Friedrich Bucherer fondò la sua prima boutique di orologi e gioielli a Lucerna, in Svizzera. Nel 1919 Carl Friedrich Bucherer lanciò la sua prima collezione di orologi da donna in stile Art Déco. Fu uno dei primi orologiai ad adottare il cinturino, che all'epoca era ancora un concetto rivoluzionario. Nel 1948 l'azienda si concentrò su cronografi sportivi che mostravano in modo ben visibile la data corrente. 
Nel 1968 Carl F. Bucherer aveva prodotto circa 15,000 cronometri certificati di alta precisione, rendendo l'azienda uno dei tre principali produttori svizzeri di questi orologi specializzati. Nel 1969 l'azienda entrò a far parte di un consorzio svizzero per lo sviluppo e la produzione del primo movimento al quarzo per orologi da polso, il Beta 21.

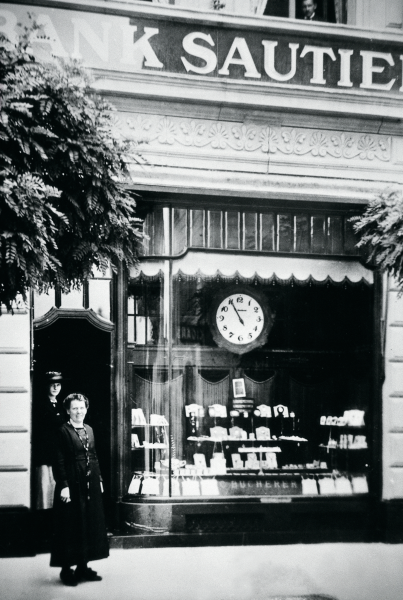
La prima boutique di Carl Friedrich Bucherer a Lucerna, Svizzera

Nel 1976 Jörg G. Bucherer, assume la direzione dell'azienda come esponente della terza generazione della famiglia. Nel 2001 il marchio Carl F. Bucherer viene riposizionato e l'azienda lancia la collezione di orologi Patravi. Nel 2005 l'azienda ha depositato un brevetto per il meccanismo monopulsante dell'orologio Patravi TravelTec, che consente la visualizzazione parallela di tre fusi orari.
Per aumentare la propria capacità produttiva, nel 2002 Carl F. Bucherer ha trasferito i suoi laboratori di produzione da Nidau in un sito di produzione più grande a Lengnau, Berna. Nel 2015, la  produzione è consolidata in un nuovo stabilimento a Lengnau al fine di ottimizzare i processi produttivi e la catena di valore aggiunto. In quel periodo l'azienda vende circa 25.000 orologi all'anno (il 60% da uomo, il 40% da donna). La fascia di prezzo varia tra CHF 5.000 e CHF 30.000 con qualche eccezione superiore a CHF 400.000. Il mercato mondiale è diviso tra Europa con il 40%, Asia con il 40% e il resto del mondo, compreso il mercato statunitense, con il 20%. 
Nel 2007, Carl F. Bucherer ha acquisito Téchniques Horlogères Appliquées di Sainte-Croix, nel Vaud, Svizzera e l'ha incorporata nella società come Carl F. Bucherer Technologies. L'acquisizione ha consentito all'azienda di ricercare, sviluppare e produrre movimenti di produzione propria e moduli per funzioni aggiuntive. Ciò portò l'anno successivo al lancio da parte dell'azienda del movimento di manifattura CFB A1000, che presenta una fonte di alimentazione con anello dentato ponderato montato perifericamente. Nel 2014, Manero PowerReserve è diventato il primo modello Carl F. Bucherer a ricevere una firma laser unica per garantire l'autenticità e la qualità del prodotto. Da quell'anno tutti i modelli sono stati dotati di questa tecnologia. Nel 2018 Bucherer ha acquisito Tourneau LLC.

## Partenariato
Nel 2014 Carl F. Bucherer ha firmato una partnership con la Federcalcio svizzera e ha offerto a ogni giocatore della squadra di calcio svizzera un orologio Patravi ScubaTec ASF, un'edizione speciale in occasione della Coppa del Mondo di calcio giocata nello stesso anno.